# Runicates
|  | No s'ha de confondre amb Runcons. |

Els runicates (en llatí Runicates, Runicatae o Rucinates, en grec antic Ῥουνικᾶται) eren una tribu del nord-est de Vindelícia entre l'Oenos i el Danubi, esmentats per Ptolemeu. Formaven part de la tribu celta dels vindèlics. També es mencionen al Trofeu dels Alps, i Plini el Vell transcriu el seu nom com rucinates.